# Incantevole
Incantevole è una canzone del gruppo torinese dei Subsonica pubblicata come terzo singolo estratto dall'album Terrestre nel 2005.
Il brano fu composto da Boosta e Max Casacci, mentre il testo dal solo Casacci.

## Videoclip
Il video di Incantevole è stato diretto da Maki Gherzi ed è interamente girato a Praga. Protagonisti due turisti, un ragazzo e una ragazza che, innamorati, sono in vacanza nella capitale della Repubblica Ceca. Tutto è girato con la tecnica della camera a mano. Mentre la coppia si aggira felice tra le vie e i palazzi della città, dal cielo iniziano a piovere meteoriti. I due continuano comunque a riprendere noncuranti di quello che avviene intorno a loro.

## Tracce
1. Incantevole - Radio edit
2. Incantevole - Album versione

## Cover

### Chiara Civello
Chiara Civello ha inciso una cover in stile jazz, pubblicato come singolo il 18 aprile 2014 e contenuto nell'album Canzoni.